# 庫底商品
庫底商品廣義來說為廠商預計出清商品，狹義來說則泛指所有商家擺放在倉庫最深處亟欲出清的商品。通常價格會有特別的折扣引起消費者購買慾望。